# Gerhard Schwarz (Kirchenmusiker)
Gerhard Schwarz (* 22. August 1902 in Reußendorf (bei Waldenburg), Schlesien; † 13. Oktober 1995 in der Kommunität Imshausen bei Bebra) war ein deutscher Kirchenmusiker, Organist und Komponist.

## Leben

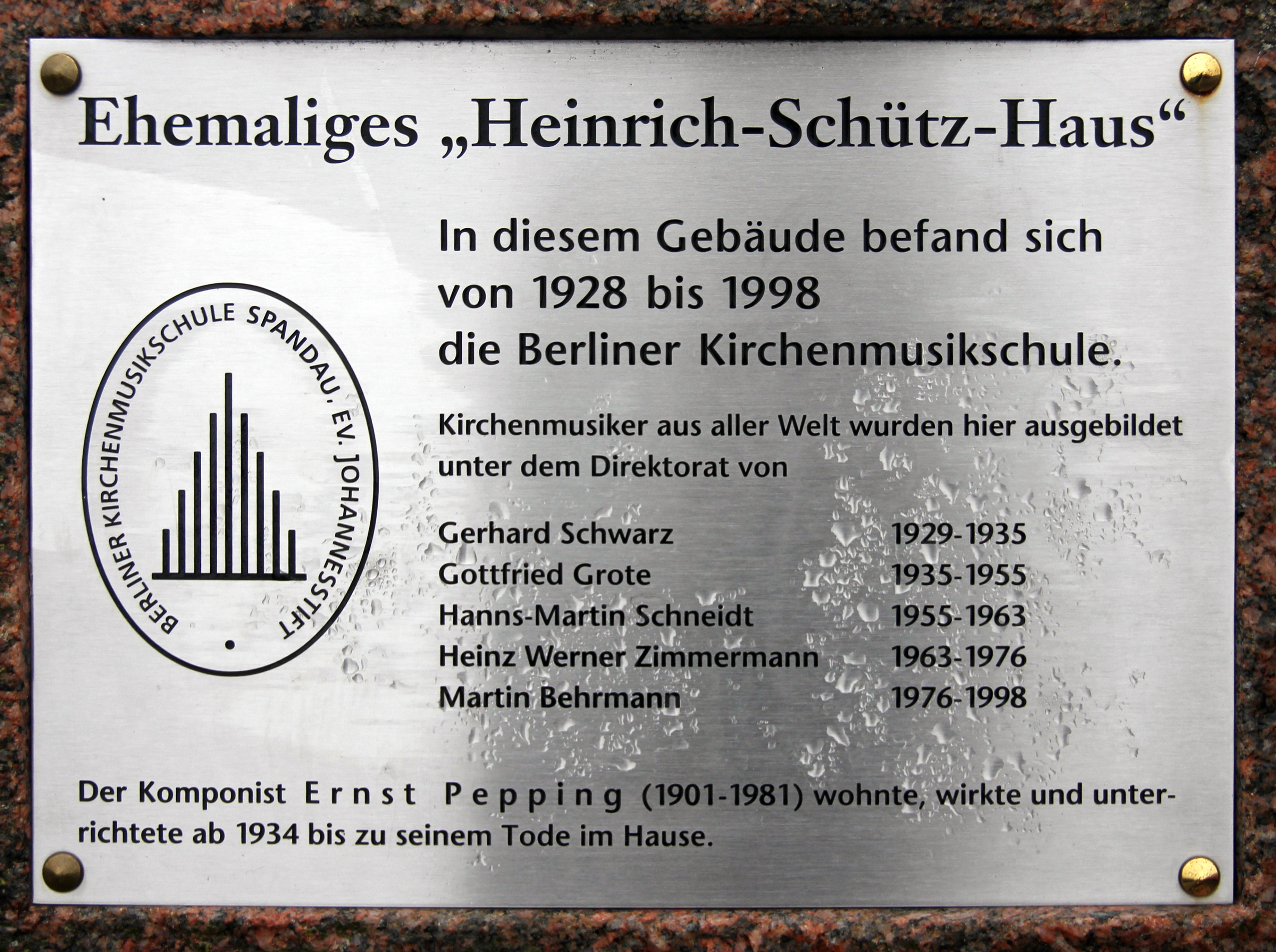
Gedenktafel am „Janusz-Korczak-Haus“, Schönwalder Allee 26, in Berlin-Hakenfelde

Schwarz studierte Kirchen- und Schulmusik sowie Philosophie und Musikwissenschaft in Berlin. Am 1. November 1932 wurde er Mitglied der NSDAP (Mitgliedsnummer 1.467.044). Er gründete die Berliner Kirchenmusikschule im Johannesstift in Spandau und war Organist an der neuen Kirche in Berlin.
Nach der „Machtergreifung“ der Nationalsozialisten bearbeitete er das Fahnenlied der NSDAP und komponierte in der Folge verschiedene Gebrauchsmusikstücke im Sinne des Nationalsozialismus. 1934 wurde er Sachbearbeiter beim Reichsjugendpfarrer. Daneben war er Musikreferent beim Oberbann Süd der Hitlerjugend der „Kurmark“, wurde jedoch 1936 wegen des Verdachts der Homosexualität aus diesem Amt entfernt. 1940 war er Organist in Düsseldorf. 1941 wurde er zur Wehrmacht eingezogen, der er bis 1945 angehörte. Er diente als Gefreiter beim schlesischen Landes-Schützen-Bataillon 590 und war unter anderem in Schweidnitz zur Bewachung von Gefangenen eingesetzt. 1944 wurde er kurzfristig Oberorganist von Sankt Bernhard in Breslau.
1946 übersiedelte er zunächst nach Erfurt. 1947 wurde Schwarz Lehrer an den Musikhochschulen in Leipzig und Berlin. 1949 wechselte er nach Düsseldorf, wo er Direktor der Landeskirchenmusikschule und Organist der Johanneskirche wurde. 1961 wurde er Professor für Improvisation an der Hochschule für Musik Köln. 1968 erhielt er den Johann-Wenzel-Stamitz-Preis.
Seine Nachfolgerin an der Düsseldorfer Johanneskirche wurde 1967 Almut Rößler.
In der Sowjetischen Besatzungszone wurde Schwarzens Buch Eine Trommel geht in Deutschland um (Bärenreiter-Verlag, Kassel 1935) auf die Liste der auszusondernden Literatur gesetzt.
Schwarz schrieb die Melodie zu Kurt Müller-Ostens Weihnachtslied Also liebt Gott die arge Welt, die im Evangelischen Gesangbuch die Nummer 51 trägt.

## Werke (Auswahl)
- Die Weihnachtsgeschichte, für Soli, Chor und Instrumente (1940)
- Osterkantate "Da der Sabbat vergangen war" (1941)
- Ihr habt nicht einen knechtischen Geist empfangen. Geistliches Konzert I (1949)
- Ich vermahne euch aber. Geistliches Konzert II (1948)
- Geschichte vom verlornen Sohn (Du hast meine Klage verwandelt), für Chor und Instrumente (1957)
- Psalmen und Antiphonen – Seligpreisungen – Magnificat, für Chor, Gemeinde, Instrument ad libitum (1960)
- Der Turmbau zu Babel, Oratorium für Soli, Chor und Orchester (1966)
- Kleiner Kalender. Zwölf Chorlieder nach Gedichten von Josef Weinheber (1938)
- Stimme der Heimat. Ein schlesischer Liederkreis nach Gedichten aus Friedrich Bischoffs "Füllhorn" (1942)
- Lieb und Leid. 14 Chorlieder nach Gedichten von Clemens Brentano (1943)
- Chorlieder zu vier Stimmen nach Gedichten von Theodor Storm
- Eichendorff-Gesänge, für zwei- bis sechsstimmigen Männerchor (1967)